# Римський тролейбус
Римський тролейбус (італ. Rete filoviaria di Roma) є важливою частиною громадського транспорту Риму. Система відкрита 23 березня 2005, здійснюються прискорені пасажирські перевезення.
З 1937 до 1972 рік у Римі існувала велика тролейбусна мережа, одна з найбільших у Європі та найбільша в Італії.

## Історія

#### Із 1937 по 1972 рік
Перша лінія тролейбуса в Римі була урочисто відкрита 8 січня 1937 року. Пізніше система розширювалася, замінюючи автобуси, які були визнані повільними та незручними .

Карта Римської тролейбусної мережі станом на 1 січня 1960 року

Після припинення тролейбусного сполучення у зв'язку з Другою світовою війною система була відновлена і розширена в ході повоєнної епохи, досягнувши в 1957 році своєї максимальної довжини в 137 км.
У 60-х роках і тролейбуси, і трамваї були визнані застарілими та дорогими в обслуговуванні та почали замінюватись на автобуси.
2 липня 1972 був закритий останній тролейбусний маршрут (№ 47: Porto di Ripetta — Santa Maria della Pietà).

#### Після 2005 року

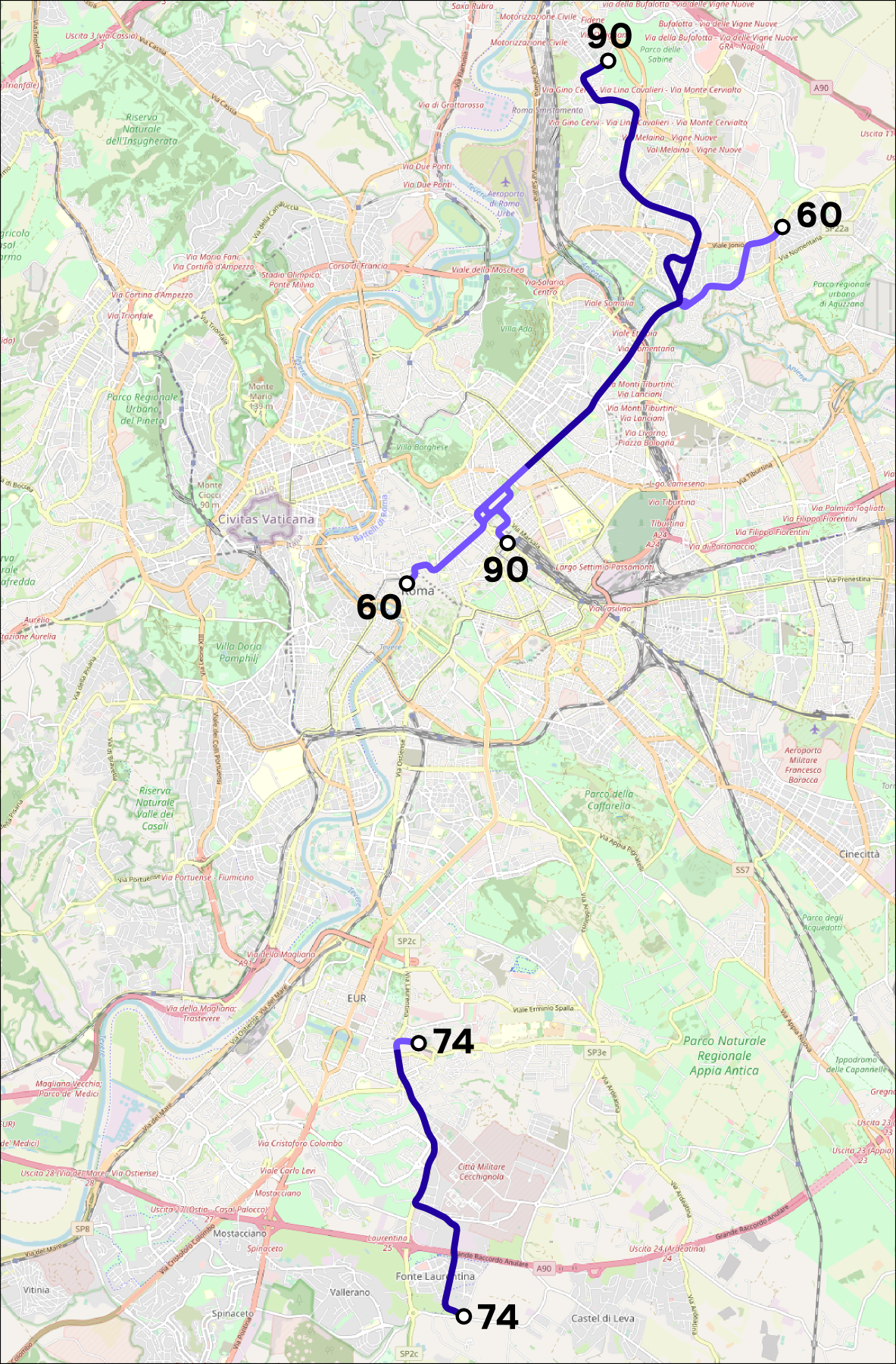
Діюча тролейбусна мережа Риму (2022 рік)

На початку XXI століття прийнято рішення скоротити кількість машин та викиди вуглекислого газу шляхом поліпшення транспортного сполучення в центрі Риму, особливо електричного. В рамках цього було заявлено реконструкцію трамвая (на практиці — скорочення) та спорудження тролейбуса. 23 березня 2005 року було відкрито перший маршрут — 90 Експрес. 1 грудня 2008 року було відкрито другий маршрут — 90"Д" Експрес. 18 червня 2012 року маршрут 90"Д" Експрес був скасований. Станом на січень 2016 року жодних планів щодо розширення мережі не було реалізовано.

## Маршрут

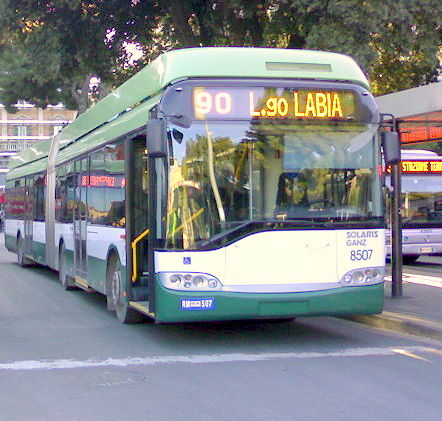
No 8507 на Roma Termini.

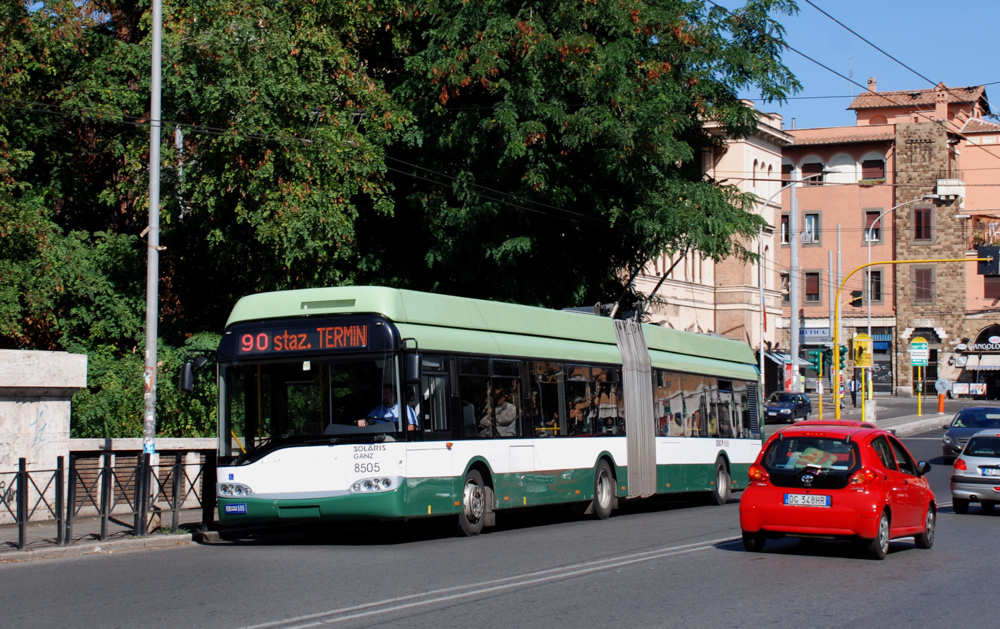
№ 8505 на Віа Номентана, на південь від площі Семпіоні.

Єдиний маршрут — 90 Express, Терміні ↔ Ларго Лабія. Довжина в одну сторону — 11,5 км. На ділянці від Порта Піа до вокзалу Терміні тролейбуси їдуть на акумуляторах та зі складеними штангами, через відсутні дроти на даній частині маршруту. Двопровідна контактна мережа тролейбуса була визнана такою, що забруднює простір та псує панораму. На решті маршруту акумулятори заряджаються, а тролейбус живиться безпосередньо від мережі.
Нова тролейбусна лінія 74 була відкрита 8 липня 2019 року. Вона працює виділеним коридором, що з'єднує метро Laurentina з Fonte Laurentina.

## Обслуговування
Маршрут проходить між вокзалом Терміні та Порта Піа не на середині дороги, тому що вважалося, що двопровідні авіалінії спотворили б вулиці центру міста. Дорогою тролейбуси живляться від бортових акумуляторів, які автоматично заряджаються вздовж ділянок, де вони передбачені.
- 60 Express Largo Pugliese se Piazza Venezia (електрифікований тільки між Порту Піа та Пьяцца Семпіоні);
- 74 Laurentina Metro ↔ Fonte Laurentina (5,5 км);

## Рухомий склад
Автопарк використовує 18-ти метрові зчленовані автобуси Solaris Trollino (30 одиниць) виробництва польської фірми Solaris та італійські BredaMenarinibus Avancity+ (45 одиниць рухомого складу). Solaris укомплектовані електрообладнанням та акумуляторами виробництва Škoda для можливості проїзду центром міста від вокзалу Терміні до Порта Піа.